# Extramurs
Extramurs è un distretto della città di Valencia, indicato con il numero 3.

## Storia
Il distretto di Extramurs è nato intorno alla Gran Via de Ferran el Católico e fa parte del progetto dell'Eixample di Valencia iniziato nel 1887 nel quartiere dell'Eixample stesso e che è proseguito già nei primi anni del XX secolo nella zona di Extramurs. Differentemente dall'Eixample il tessuto urbano risulta più frammentato, senza la presenza di uno schema a griglia che si ripete chiaramente, ma nei cui smussi si vede un primitivo tentativo di farne una trama simile a quella canonica di Eixample.
Il nome Extramurs deriva dal fatto che si trova all'esterno delle Mura di Valencia, demolite nel 1868.

## Geografia
Ha un'estensione di 197 ettari (1,97 km²) e confina a nord-est con la Ciutat Vella, a sud-est con l'Eixample, a nord-ovest con Campanar e a sud-ovest con Olivereta, Patraix e Jesús. Il distretto è formato dai quartieri di El Botànic, La Roqueta, La Petxina e Arrancapins e si trova nel centro della città, tra il Paseo de la Petxina a nord, le vie Carrer de Guillem de Castro e Xàtiva a est, la Estación del Norte a sud e i viali César Giorgeta e Pérez Galdós a ovest.

## Demografia
La popolazione di Extramurs secondo l'INE al 1º gennaio 2023 era di 49335 abitanti. Nel 1981 contava più di 57.000 abitanti, quindi il distretto ha perso circa il 15% della sua popolazione negli ultimi 30 anni.
| 1981   | 1986   | 1991   | 1996   | 2001   | 2006   | 2011   | 2016   | 2021   |
| ------ | ------ | ------ | ------ | ------ | ------ | ------ | ------ | ------ |
| 57.701 | 52.713 | 52.448 | 49.670 | 48.773 | 50.686 | 49.410 | 48.287 | 48.728 |